# Mireia González
Mireia González Sáez (Santa Coloma de Gramanet, 9 de junio de 1987) es una pedagoga y política española miembro del Partido de los Socialistas de Catalunya. El 27 de agosto de 2024 fue nombrada Alcaldesa de Santa Coloma de Gramenet en sustitución de Núria Parlon. Desde julio de 2024 es también primera secretaria del PSC del Barcelonès Nord. Forma parte del consistorio de Santa Coloma de Gramanet desde 2015. Antes de asumir la alcaldía era teniente de alcaldesa de Ciudad Educadora, Infancia y Juventud. 

## Biografía
Nacida en Santa Coloma de Gramanet, vecina del barrio de Singuerlín, realizó estudios secundarios en el Instituto Ramon Berenguer IV donde orientó su trayectoria profesional hacia el ámbito tecnológico.  Empezó a estudiar Ingeniería de Caminos, Canales y Puertos en la UPC de Barcelona, pero lo dejó para estudiar Pedagogía en la Universidad de Barcelona, especializándose con un posgrado sobre "liderazgo y comunicación en el ámbito educativo" realizando más tarde el máster sobre "Educación en valores y ciudadanía" en la misma universidad. Completando los estudios de pedagogía realizó una estancia en Berlín estudiando en la Freie Universitat.
En el ámbito profesional empezó a trabajar a los 16 años como informadora juvenil en Santa Coloma de Gramanet combinando trabajo y estudios durante toda su trayectoria de formación. Trabajó también como personal de atención al cliente en el servicio de Rodalies de Catalunya en Renfe hasta 2015 cuando decidió dedicarse exclusivamente a su profesión de pedagoga. 
Está afiliada al PSC desde los 16 años cuando formó parte de las Juventudes Socialistas de Santa Coloma, dedicándose primero al área de cooperación y solidaridad y más tarde a la educación. También colaboró en proyectos de cooperación educativa en los campamentos de refugiados saharauis en Tinduf. Además se implicó en la Fundación EDUCERE, entidad juvenil de proyectos socieducativas.
En julio de 2024 fue nombrada primera secretaria de la federación del PSC del Barcelonès Nord.

### Trayectoria institucional
Pasó a formar parte del consistorio en el mandato de 2015 como concejala ponente de Educación, Infancia, Juventud y Políticas de igualdad. En 2019 fue 8ª Teniente de alcaldesa de Ciudad Educadora, Infancia, Juventud y Deportes y concejala del Distrito III. En el mandato 2023-27 y hasta su elección como alcaldesa de la ciudad era la 6ª Teniente de alcaldesa del Área de Ciudad Educadora, Infancia y Juventud; concejala del Distrito III y presidenta de la empresa municipal que gestiona las guarderías municipales, Bressolgramenet. 
En agosto de 2024 asumió la alcaldía de Santa Coloma sustituyendo a Nuria Parlón nombrada Consejera de Interior y Seguridad Pública de la Generalidad de Cataluña en el gobierno de Salvador Illa. González fue elegida con los 15 votos de su partido y dos votos de Ciutadans.